# Jazz в усадьбе Сандецкого
Jazz в усадьбе Сандецкого (Джаз в усадьбе Сандецкого) — ежегодный международный летний фестиваль джазовой музыки, проходящий на открытом воздухе, в Казани, в парке Государственного музея изобразительных искусств Республики Татарстан (ранее — усадьба генерал-губернатора Казани Сандецкого). Впервые состоялся в 2007 году.

## Периодичность, стилистика
Концерты фестиваля проходят в июле и августе, еженедельно, по четвергам. Стилистика форума многообразна: каждый вечер отводится определенному музыкальному направлению — от мейнстрима и авангарда. Важной концептуальной составляющей фестиваля является идея совмещения искусств — музыки, живописи, фотографии. Параллельно с концертами проходят выставки под открытым небом.

## Организаторы
Музыкальный директор — Ольга Скрепнер.

## Участники
Участниками фестиваля стали российские и мировые музыканты, представляющие цвет современной джазовой сцены. Большой резонанс получил концерт памяти Майкла Джексона в 2009 году.

### 2016
В 2016 году фестиваль проходил с 7 июля по 25 августа.
Участники фестиваля:
1. 7.07.16 MIGGUEL ANGGELO & «IMMIGRANTS» (USA)
2. 14.07.16 АРКАДИЙ ШИЛКЛОПЕР & КВАРТЕТ
3. 21.07.16 «HORSEPOWER» & НИКОЛАЙ МОИСЕЕНКО
4. 29.07.16 НИНО КАТАМАДЗЕ & «INSIGHT»
5. 4.08.16 ЭНВЕР ИЗМАЙЛОВ , MANUK GHAZARYAN BAND
6. 11.08.16 МАРИАМ МЕРАБОВА & ТРИО АРМЕНА МЕРАБОВА
7. 18.08.16 WILL VINSON, ALEX SIPIAGIN & ТРИО АЛЕКСАНДРА МАШИНА
8. 25.08.16 Jake PISAQ & Антон ГОРБУНОВ; BAND Ольги СКЕПНЕР И Андрея РУДЕНКО

### 2015
В 2015 году фестиваль проходил с 9 июля по 27 августа.
Участники фестиваля:
1. 9 июля — Мариам Мерабова, участница шоу «Голос», и «Miraif»
2. 16 июля — Полина Зизак и The Band
3. 23 июля — квартет Павла Чекмаковского
4. 30 июля — квинтет Евгения Борца и Диана Поленова
5. 6 августа — трио Валерия Степанова
6. 13 августа — Ольга Скепнер, Андрей Руденко
7. 20 августа — Jason Palmer и квартет Алексея Подымкина
8. 28 августа — Евгений Лебедев, Антон Ревнюк, Kle2Go

### 2014
В 2014 году фестиваль прошел с 10 июля по 28 августа.
Участники фестиваля:
1. 10 июля — ManSound (Украина)
2. 17 июля — Яков Мэйман, Александра Могилевич (США), Skepner’s Band
3. 24 июля — Valery Tolstoy & Authentic Light Orchestra (Швейцария)
4. 31 июля — Stepanov Band (Москва)
5. 7 августа — Антон Горбунов (Москва), Ольга Скепнер, Андрей Руденко
6. 14 августа — Ваагн Айрапетян (Армения)
7. 21 августа — Nadishana
8. 28 августа — Магос Эррера (Мексика-США)

### 2013
В 2013 году фестиваль прощел с 8 по 29 августа. Участники фестиваля:
1. 8 августа — ЭТЕРИ БЕРИАШВИЛИ, участница шоу «Голос» & BERIASHVILI-LOSEV GROUP (Москва)
2. 15 августа — ВАРЯ ВИЗБОР & КВАРТЕТ СЕРГЕЯ ХУТАСА (Москва)
3. 22 августа — КВИНТЕТ АНТОНА ГОРБУНОВА (Москва); «IN DIALOGO II»: «SKEPNER’S BAND» & РОМАН ИВАНОВ, АНТОН ГОРБУНОВ, ПЕТР ИВШИН (Москва—Казань)
4. 29 августа — FILO MACHADO (Бразилия) & KLAUS MUELLER, PORTINHO, OLEG OSENKOV (США)

### 2012
В 2012 году фестиваль прошел с 5 июля по 29 августа. Участники фестиваля:
1. World Trio (США)
2. Ruden Jazz Band (Россия)
3. Энвер Измайлов (Украина)
4. Marimba Plus (Россия)
5. Therr Maitz (Россия)
6. Baxtle (Россия, Казань)
7. Ольга Скепнер,Skepner's Band и Михаил Волох (Россия)
8. Хендрик Мёркенс (Германия) и квартет Алексея Подымкина (Россия)
9. Андрей Кондаков (Россия)
10. New York Quintet (США) в составе: Симус Блейк, Дэйв Кикоски, Алекс Сипягин, Борис Козлов, Дональд Эдвардс
11. Яков Окунь и Карина Кожевникова (Россия)

### 2011
7 июля — 25 августа 2011 года
1. «LADIES IN JAZZ»: Ирина Родилес, Алина Ростоцкая, Полина Зизак & Яков Окунь, Макар Новиков, Александр Машин (Москва); «NEW LOUNGE MUSIC»: DJ Kamal, Евгений Соколов, Валерий Иванов (Казань)
2. «АЛЬПИЙСКАЯ ИСТОРИЯ»: «Arkady Shilkloper Trio» & Аркадий «FreeMan» Кириченко (Германия-Россия)
3. «LIBERTANGO» (Страсти по А.Пьяццолла): «JAZZIA», солисты — Евгений Антонов, Тимур Монасыпов, Ольга Скепнер
4. «GOLD STANDARDS»: Tecora Rogers (США), Владимир Кольцов-Крутов, Ильдар Нафигов (Москва), Олег Анохин (Казань), «BaXtle Quartet»
5. «Nikolay Moiseenko Project» & «THE BEATLES TRIBUTE» feat. Ксения Коламбацкая (Москва); «Dr JAZZ» (Казань)
6. «В поисках Шамбалы…»: RUDEN JAZZ BAND (Казань)
7. «А’капелльные страсти»: «MANSOUND» (Украина)
8. «KING OF BLUES»: Julius E. Green (США-Голландия) & Евгений Гречищев, Сергей Хутас, Александр Зингер; «TAMARA RAVEN QUINTET» (Польша): Тамара Рэйвен, Мариуш Козловски, Петр Кароль Савицки, Конрад Кубицки, Мариуш Моцарски; «La Vie En Rose» («ЖИЗНЬ В РОЗОВОМ ЦВЕТЕ»): Ольга Скепнер & Евгений Соколов, Олег Анохин, Сергей Хутас, Александр Зингер (Москва-Казань)

### 2010
8 июля — 26 августа 2010 года
1. «Звуковой мост: от Новой Музыки к NowJazz!» (Германия-Россия): Mathias Sorof (Германия), Vlady Bystrov (Германия), Ольга Скепнер, Евгений Соколов feat. «JAZZIA»
2. «MICHAEL IN BOSSA»: Ольга Скепнер, Олег Анохин, Сергей Баулин (Москва), Владимир Кольцов-Крутов (Москва), Ильдар Нафигов (Москва), Тимур Ахметзянов и другие
3. Вокальный ансамбль a capella «FLAME» (Казань); «SUNLIGHT»: «Nikolay Moiseenko Project» (Москва): Николай Моисеенко, Алексей Иванников, Антон Давидянц, Алексей Кравцов
4. «VOCAL ENSEMBLE»: «A`cappella ExpreSSS» (Москва)
5. «От улыбки…»: Трио Ивана Фармаковского (Москва)
6. «NEW JAZZ TRIO»: Алексей Подымкин — Сергей Хутас — Сергей Остроумов (Москва)
7. «Легенды джаза»: Герман Лукьянов & «КАДАНС» (Москва)
8. «IMPACT FUZE» (Москва): Федор Досумов, Антон Давидянц, Петр Ившин; «SUMMER NIGHT JAZZ» (Финляндия-Россия): Vitali Imereli (Финляндия), Jyrki Kangas (Финляндия), Олег Анохин, Давид Ткебучава (Москва); «SUNSHINE» (funk/soul): Ольга Скепнер, Сергей Баулин (Москва), Олег Анохин, Федор Досумов (Москва), Антон Давидянц (Москва), Петр Ившин (Москва)

### 2009
9 июля — 27 августа 2009 года
1. «Open Jazz Fest!»: Этери Бериашвили (вокал, Москва) & «Трио Евгения Борца» (Москва).
2. «NuJazz»: Влад Быстров (саксофоны, Германия) &"JAZZIA".
3. «Funk-Soul-Blues»: Павел Чекмаковский (гитара), Константин Сафьянов (альт-, тенор-саксофоны), Алексей Беккер (ф-но), Антон Давидянц (бас-гитара), Сергей Остроумов (барабаны).
4. «Jazz Vocal Passions»: Ирина Томаева (вокал, Москва), Ольга Скепнер (Казань) & «JAZZIA».
5. «August Jazz Fresh»: «Ruden Jazz Quartet» (Казань).
6. «Brazillian Jazz»: Сергей Баулин (тенор-саксофон, Москва), Ольга Скепнер (вокал, Казань) & «JAZZIA» (Казань).
7. «Heal The World!» (памяти Майкла Джексона): Ольга Скепнер (вокал), «JAZZIA», «Rio-квартет». Хореография: Нурбэк Батуллин (Казань).
8. «Looking Forward!»: Гари Смулиан (баритон-саксофон, США), Алекс «Sasha» Сипягин (труба, флюгельгорн, США), «МосГорТрио»: Яков Окунь (ф-но), Макар Новиков (контрабас), Александр Машин (барабаны) (Москва). «My Favorite Things» (Москва-Казань): Сергей Баулин (тенор-саксофон), Владимир Кольцов-Крутов (контрабас), Ильдар Нафигов (барабаны), Ольга Скепнер (вокал), Олег Анохин (ф-но). «Синтез-бэнд» п/у А.Василевского (Казань).

### 2008
10 июля — 28 августа 2008 года
1. «Trumpet Holiday!»: Михаил Волох (труба, дудук, перуанская флейта, Москва), Олег Анохин (ф-но, Казань), Ольга Скепнер (вокал, Казань), Владимир Кольцов-Крутов (контрабас, Москва), Давид Ткебучава (барабаны, Москва).
2. «Gershwin’s World…»: Азат Баязитов (тенор-саксофон, Москва) & «JAZZIA» (Казань). Хореография: Ольга Алферова (Санкт-Петербург), Артем Белов (Казань), Михаил Тимаев (Казань).
3. «Only Blues!»: «Макс & K» (Казань). Хореография: Ольга Алферова (Санкт-Петербург), Артем Белов (Казань), Михаил Тимаев (Казань).
4. «New Bossa Nova»: Сергей Баулин (тенор-саксофон, Москва), Ильдар Нафигов (барабаны, Москва) & «JAZZIA» (Казань).
5. «Этносфера»: «Тенгери» (Санкт-Петербург). Хореография: Елена Музеева и «Картонный дом» (Казань).
6. «Golden Standarts»: Евгения Глейберман (вокал, Москва) и Ольга Скепнер (вокал, Казань).
7. «Funk & Fusion»: Павел Чекмаковский (гитара, Москва), Алексей Подымкин (ф-но, Москва), Давид Ткебучава (барабаны, Москва).
8. Закрытие фестиваля: «Ambient Level»: Федор Досумов, Алексей Беккер, Антон Давидянц, Эдуард Петрухин (Москва). Азат Баязитов (Москва &"JAZZIA". «City Band» (Казань). Лилия Чугунова & «Ruden Jazz Quartet» (Казань).

### 2007
12 июля — 28 августа 2007 года
1. «Bluesnight»: Талгат Хасенов (Москва) & «JAZZIA» (Казань).
2. «Ethnо-music»: Гульчачак Галямова (вокал, Москва), Талгат Хасенов (флейта, курай, кубыз, диджериду, Москва). «Гуси-лебеди» (Казань).
3. «Vocal Ensemble»: Вокальный ансамбль a capella «Barbeque» (Казань).
4. «Ladies In Jazz»: Ольга Скепнер (вокал, Казань) &"JAZZIA". Арт-дуэт «Extreme» (скрипки, Казань).
5. «Rio-Jazz»: Айнур Бегутов (гитара), Ольга Скепнер (вокал), Олег Анохин (ф-но), Талгат Хасенов (бас-гитара), Дмитрий Панькин (барабаны, перкуссия) (Казань).
6. «Jazz-House» (electronic jazz dance music): DJ Someone, DJ Sэddy, Дмитрий Забегаев (тенор-саксофон), Олег Анохин (ф-но), Стас Калабанов (бас-гитара), Ольга Скепнер (вокал). Хореография: Елена Музеева (Казань).
7. «Джазовый марафон»: «Ruden Jazz Quartet» (Казань), «Barbeque» (Казань), Арт-дуэт «Extreme» (Казань), Нджага Самбе (перкуссия, Синегал), Ольга Скепнер (Казань), Олег Анохин (Казань), Алексей Круглов (саксофоны), Михаил Волох (труба) & «Круглый бэнд» (Москва).